# Georges Chéron
Pour les articles homonymes, voir Chéron.
Georges Chéron (? - 1931) est un marchand d'art moderne parisien.

## Biographie
Il a d'abord été négociant en vin de Béziers.
« Chéron n'a pas réellement d'expérience en art et recherche plus son intérêt que celui de l'artiste. »
En 1913, il ouvre à Paris la Galerie des Indépendants, au 56 rue La Boétie. Elle est bientôt appelée Galerie Chéron et Cie. Son nom rivalise avec celui de Paul Rosenberg qui se trouve au no 21, parmi 7 autres galeries (Billiet, Bing, Danthon, Manthelet, Percier, Reitlinger et Ronsard).
Il propose à Modigliani de lui céder une partie de son oeuvre contre une certaine sécurité financière, ce qui n'est pas évident pour ce jeune marchand obliger de fermer son commerce à deux reprises la première en août 1914 à la suite de la déclaration de la guerre, et à l'automne 1915.
François Coty finance la première exposition personnelle de Foujita chez Chéron du 1er au 16 juin 1917. L'opération est renouvelée en 1918 puis en 1923.
Georges Sabbagh y organise sa première exposition du 10 au 31 décembre 1917.
Il y vend aussi Modigliani (après que ce dernier eut fait affaire avec le marchand Paul Guillaume), Soutine et Bando.
En janvier 1921, l'exposition Vladimir de Terlikowski est recommandée par le bulletin de la vie artistique, puis celle de Lily Converse.
Émile Boyer y expose en 1922. En novembre 1924, Antoon Kruysen. En avril-mai 1925, c'est Félix Bellenot, qui expose dans le sillage de l'exposition internationale de Paris. En mai de la même année, on peut y découvrir Alexandre Zinoview. Il a eu aussi un contrat avec Georges Dorignac.
Edmond Heuzé a recours au galeriste en 1921, 1923, 1924 et 1930. Il a sous contrat Léon Gard de 1925 à 1931, et fera plusieurs expositions de ce peintre.

## Mémoire

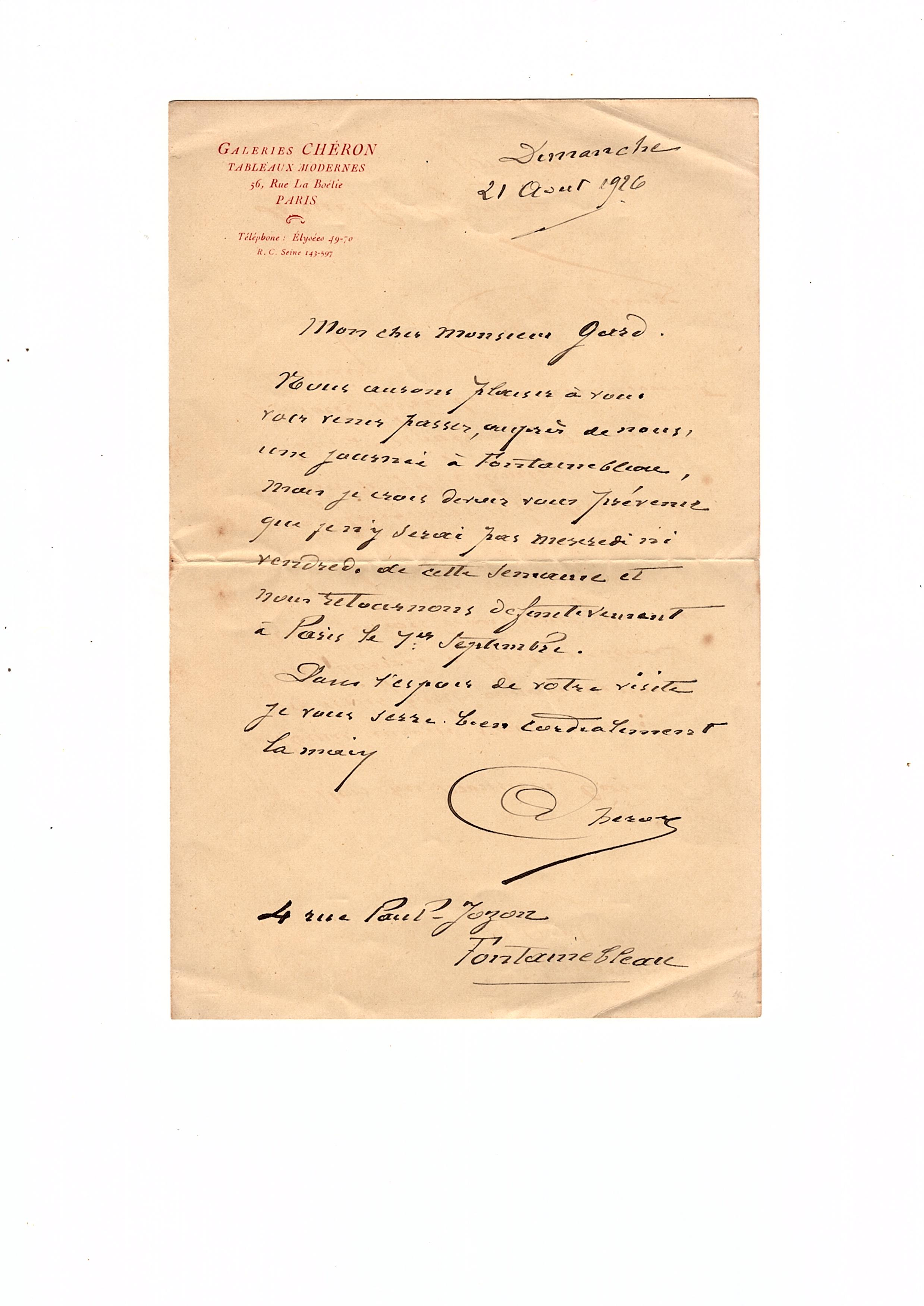
Lettre de Georges Chéron adressée au peintre Léon Gard, le 21 août 1926.

Existe un portrait de Chéron dû à Foujita, de 1923, dessiné au crayon.
Le musée Maillol conserve une œuvre de Fujita Lettre au marchand Georges Chéron, datée de 1917.
Le musée Bourdelle conserve une lettre autographe de quatre pages du galeriste à Antoine Bourdelle, datée du 21 janvier 1923.
Le musée Maurice-Denis conserve trois lettres manuscrites de juin 1892 et avril 1912.